# Faro di Cromer
Il faro di Cromer si trova nell'omonima cittadina della contea di Norfolk, sulla costa orientale dell'Inghilterra.

## Storia
In epoca medievale la costa era segnalata da numerosi fuochi mantenuti da istituzioni religiose locali. A Cromer, prima della costruzione del faro, veniva mantenuta accesa una piccola ma utile luce sul campanile della chiesa parrocchiale. Durante i primi venti anni della restaurazione inglese, iniziata con il ritorno su trono di Carlo II d'Inghilterra nel 1660, vennero avviate molte petizioni per la costruzione di fari in diversi punti della costa inglese. Sir John Clayton propose la costruzione di almeno quattro fari: alle isole Farne al largo del Northumberland, sul promontorio di Flamborough Head nello Yorkshire, a Cromer ed infine a Corton, vicino a Lowestoft.
Nonostante le opposizioni, nel 1669 insieme a George Blake ottenne una licenza per 60 anni e costruì i quattro fari. La licenza specificava che i proprietari dei vascelli di passaggio avrebbero volontariamente pagato un pedaggio per l'esercizio dei fari.
I costi di manutenzione erano però elevati, e non tutti i proprietari di imbarcazioni erano disposti a pagare, così Clayton non poté permettersi di mantenere acceso il fuoco sulla torre di Cromer come sulle altre tre. Anche se spenti, i fari costituivano comunque un punto di riferimento diurno, e dal 1680 vennero indicati sulle carte nautiche come "un faro ma senza il fuoco all'interno".
Si racconta che il proprietario terriero Nathaniel Life ritenne che fosse necessario un faro attivo, e nel 1717 ne costruì uno sperando di ottenere una licenza; tuttavia è più probabile che si sia invece interessato per fare attivare quello esistente costruito da Clayton.
Edward Bowell, uno dei "fratelli giovani" (Younger Brethren) della Corporazione di Trinity House, convinse la Corte ad rilasciare, nel 1719, una licenza a Nathaniel Life per il faro di Cromer, che prevedeva il pagamento di ¼ di penny per tonnellata di carico generico e ½ penny per chaldron (circa 1270 kg) di carbone proveniente da Newcastle.
La licenza prevedeva il pagamento di un affitto a Life e Bowell e che il faro sarebbe diventato proprietà di Trinity House allo scadere del contratto, che aveva una durata prestabilita di 61 anni.
Nel 1780 il faro passò così a Trinity House che nel 1792 installò un'ottica rotante, costituita da cinque lampade Argand con riflettori su ognuno dei tre lati di un telaio rotante. Il segnale intermittente infastidì molti marinai, che soprannominarono il faro "fatus ignis" o "will'-o-the-wisp" (entrambe le espressioni indicano il fuoco fatuo).
J. Saxby Wryde scrisse che i primi guardiani del faro furono due giovani donne che ricevettero uno stipendio di una sterlina a settimana ed alcune gratifiche.
La scogliera su cui si trovava il faro era soggetta ed erosione costiera: nel 1799 e nel 1825 enormi masse di roccia franarono in mare. Nel 1833 venne costruito un nuovo faro (quello attuale), più lontano dalla costa che nel 1852 subì un'altra grande frana; infine nel 1866 un nuovo crollo causò la distruzione del faro.

### Il faro attuale
Il faro attuale, costruito nel 1833, è una torre bianca in muratura a pianta ottagonale che si trova a circa ¼ di miglio dal limite della scogliera. Nel giugno del 1990 il faro è stato automatizzato ed è ora controllato dal centro operazioni di Trinity House ad Harwich. Il generatore luminoso consiste in una lampada a ioduri metallici da 150 Watt (250 V). L'ottica è fissa, costituita da una lente di Fresnel catadiottrica di 3º ordine del tipo a tamburo ("drum lens"). 
Il segnale è lampeggiante, emette un lampo bianco in un periodo di 5 secondi.